# گرده‌دول
گرده‌دول (به لاتین: Girdadul) یک منطقه مسکونی در جمهوری آذربایجان است که در شهرستان قبله واقع شده است.